# Tinley Park
Tinley Park is een plaats (village) in de Amerikaanse staat Illinois, en valt bestuurlijk gezien onder Cook County en Will County.

## Demografie
Bij de volkstelling in 2000 werd het aantal inwoners vastgesteld op 48.401. In 2006 is het aantal inwoners door het United States Census Bureau geschat op 58.595, een stijging van 10194 (21,1%).

## Geografie
Volgens het United States Census Bureau beslaat de plaats een oppervlakte van 38,8 km², waarvan 38,7 km² land en 0,1 km² water. Tinley Park ligt op ongeveer 207 m boven zeeniveau.

## Plaatsen in de nabije omgeving
De onderstaande figuur toont nabijgelegen plaatsen in een straal van 8 km rond Tinley Park.